# Gällstasjön
Gällstasjön är en sjö i Kramfors kommun i Ångermanland och ingår i 
Nätraån-Ångermanälvens kustområde. Sjön har en area på 0,427 kvadratkilometer och ligger 14,1 meter över havet. Sjön avvattnas av vattendraget Dockstaån (Utanskogsån).
Vid sjön, som ligger vid foten av Skulebergets södra sida, finns en allmän badplats.

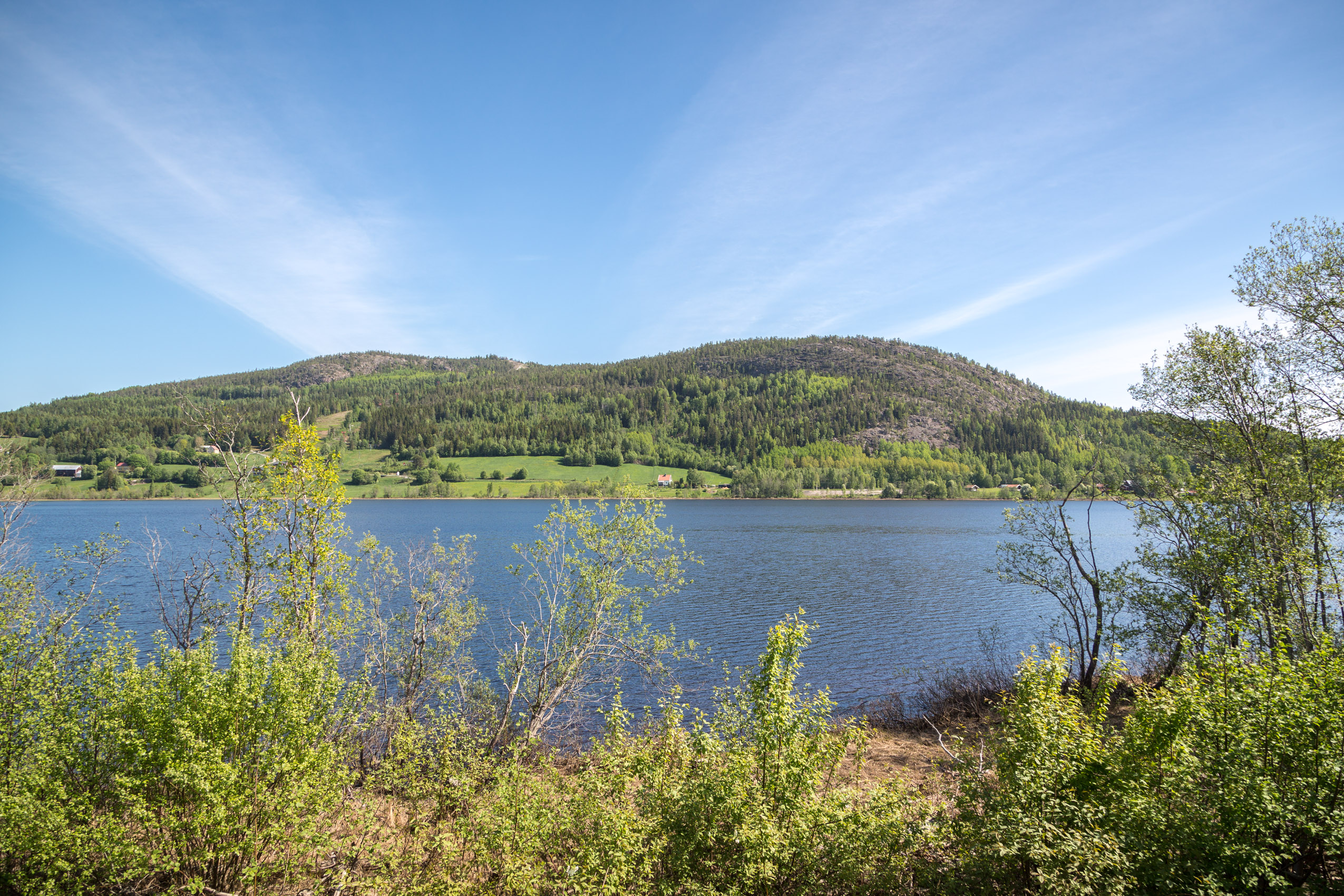
Vy över Gällstasjön. Skuleberget på andra sidan sjön.

## Delavrinningsområde
Gällstasjön ingår i det delavrinningsområde (699933-162756) som SMHI kallar för Utloppet av Gällstasjön. Medelhöjden är 122 meter över havet och ytan är 5,89 kvadratkilometer. Räknas de 25 avrinningsområdena uppströms in blir den ackumulerade arean 112,33 kvadratkilometer. Avrinningsområdets utflöde Dockstaån (Utanskogsån) mynnar i havet. Avrinningsområdet består mestadels av skog (65 procent) och jordbruk (13 procent). Avrinningsområdet har 0,43 kvadratkilometer vattenytor vilket ger det en sjöprocent på 7,2 procent.